# Ibrahim Meer
Nair Ibrahim Meer Abdulrahman (arab. ابراهيم مير عبدالرحمن) (ur. 16 lipca 1967) – emiracki piłkarz grający na pozycji lewego obrońcy.

## Kariera klubowa
W czasie swojej kariery piłkarskiej grał w Nadi asz-Szarika.

## Kariera reprezentacyjna
W latach osiemdziesiątych i dziewięćdziesiątych Ibrahim Meer występował w reprezentacji Zjednoczonych Emiratów Arabskich. W 1988 uczestniczył w Pucharze Azji. W 1989 roku uczestniczył w zakończonych sukcesem eliminacjach Mistrzostw Świata 1990. W turnieju we Włoszech wystąpił w trzech meczach swojej reprezentacji - przeciwko Jugosławii, Kolumbii i Republice Federalnej Niemiec. W 1992 uczestniczył w Pucharze Azji. W 1993 roku uczestniczył w eliminacjach Mistrzostw Świata 1994.

## Ciekawostki
Na Mistrzostwach Świata w 1990 we Włoszech grał wraz ze swoim bratem bliźniakiem Eissą.